# Samir Ismail
Samir Ismail ist ein kuwaitisch-palästinensischer Arzt und eine Persönlichkeit des Islams in Polen.

## Leben
Samir Ismail war der Präsident der 2001 in Warschau gegründeten und 2004 registrierten Muslimliga in der Republik Polen (Liga Muzułmańska w Rzeczpospolitej Polskiej; kurz: LM w RP bzw. LM), deren Mufti Nidal Anu Tabaq (Mufti der Republik Polen) ist. Samir Ismail kam 1986 aus Kuwait nach Polen, um Medizin zu studieren und arbeitet als Kinderarzt. Dobrosława Wiktor-Mach hebt in ihrem Artikel zu muslimischen Organisationen in Polen hervor, dass tatarische Intellektuelle, wie Selim Chazbijewicz, die religiösen Vorstellungen der Tataren als “Euro-Islam” beschrieben, während Gelehrte der Muslimliga, wie Samir Ismail, die Bedeutung des Wasatiyya hervorheben würden. Die Polnische Muslimliga erbaut unter seiner Präsidentschaft eine neue, saudi-gesponserte Moschee im Warschauer Bezirk Ochota. Er war einer der Unterzeichner der Botschaft aus Amman (Amman Message). Späterer Vorsitzender wurde Ali Abi Issa, ein Imam aus Wrocław (Breslau).